# 松ヶ崎村 (三重県)
松ヶ崎村（まつがさきむら）は三重県一志郡にあった村。現在の松阪市の北西部、伊勢湾の沿岸、三渡川の河口右岸にあたる。

## 地理
- 河川：三渡川、中川、百々川

## 歴史
- 1889年（明治22年）4月1日 - 町村制の施行により、一志郡松崎浦・松ヶ島村・三渡村の区域をもって松ヶ崎村が発足。
- 1954年（昭和29年）10月15日 - 松阪市に編入。同日松ヶ崎村廃止。

## 地域

### 教育
- 松ヶ崎村立松ヶ崎小学校

## 交通

### 鉄道路線
村域に鉄道駅はない。本村の名を称した近鉄山田線・伊勢線の松ヶ崎駅は隣接する米ノ庄村に所在。